# Campionati europei juniores di sci alpino 1981
I Campionati europei juniores di sci alpino 1981, 9ª e ultima edizione della manifestazione organizzata dalla Federazione Internazionale Sci, si svolsero in Jugoslavia, a Škofja Loka e Stari Vrh, dal 30 gennaio al 1º febbraio; il programma incluse gare di discesa libera, slalom gigante, slalom speciale e combinata, sia maschili sia femminili. Fu l'ultima volta in cui la massima competizione giovanile di sci alpino fu limitata a livello continentale: dall'anno successivo furono istituiti i Mondiali juniores.

## Risultati

### Uomini

#### Discesa libera
| Pos. | Atleta          | Nazione  |
| ---- | --------------- | -------- |
| 1    | Bernhard Fahner | Svizzera |
| 2    | Rudolf Huber    | Austria  |
| 3    | Günther Fracaro | Austria  |

#### Slalom gigante
| Pos. | Atleta           | Nazione        |
| ---- | ---------------- | -------------- |
| 1    | Guido Hinterseer | Austria        |
| 2    | Günther Mader    | Austria        |
| 3    | Bernd Felbinger  | Germania Ovest |

#### Slalom speciale
| Pos. | Atleta        | Nazione |
| ---- | ------------- | ------- |
| 1    | Jonas Nilsson | Svezia  |
| 2    | Walter Gugele | Austria |
| 3    | Simone Galli  | Italia  |

#### Combinata
| Pos. | Atleta           | Nazione  |
| ---- | ---------------- | -------- |
| 1    | Guido Hinterseer | Austria  |
| 2    | Walter Gugele    | Austria  |
| 3    | Luc Genolet      | Svizzera |

### Donne

#### Discesa libera
| Pos. | Atleta              | Nazione  |
| ---- | ------------------- | -------- |
| 1    | Catherine Quittet   | Francia  |
| 2    | Marlies Wittenwiler | Svizzera |
| 3    | Sylvia Eder         | Austria  |

#### Slalom gigante
| Pos. | Atleta        | Nazione        |
| ---- | ------------- | -------------- |
| 1    | Carole Merle  | Francia        |
| 2    | Michaela Gerg | Germania Ovest |
| 3    | Dorota Tlałka | Polonia        |

#### Slalom speciale
| Pos. | Atleta          | Nazione |
| ---- | --------------- | ------- |
| 1    | Wilma Valt      | Italia  |
| 2    | Paoletta Magoni | Italia  |
| 3    | Dorota Tlałka   | Polonia |

#### Combinata
| Pos. | Atleta        | Nazione        |
| ---- | ------------- | -------------- |
| 1    | Sylvia Eder   | Austria        |
| 2    | Michaela Gerg | Germania Ovest |
| 3    | Dorota Tlałka | Polonia        |

## Medagliere per nazioni
| Pos. | Nazione        | Oro | Argento | Bronzo | Totale |
| ---- | -------------- | --- | ------- | ------ | ------ |
| 1    | Austria        | 3   | 4       | 2      | 9      |
| 2    | Francia        | 2   | 0       | 0      | 2      |
| 3    | Italia         | 1   | 1       | 1      | 3      |
| 3    | Svizzera       | 1   | 1       | 1      | 3      |
| 5    | Svezia         | 1   | 0       | 0      | 1      |
| 6    | Germania Ovest | 0   | 2       | 1      | 3      |
| 7    | Polonia        | 0   | 0       | 3      | 3      |